# 3237 Victorplatt
3237 Victorplatt eller 1984 SA5 är en asteroid i huvudbältet som upptäcktes den 25 september 1984 av den amerikanska astronomen Jane Platt vid Palomar-observatoriet. Den har fått sitt namn efter upptäckarens far, Victor Platt.
Asteroiden har en diameter på ungefär 27 kilometer och den tillhör asteroidgruppen Eos.